# Кома (роман)
„Кома“ е първият успешен роман на Робин Кук, публикуван от „Signet Book“ през 1977 г.

## Резюме
Сюзан Уилър е привлекателна, 23-годишна студентка по медицина в третата си година, която работи като стажант в Бостънската мемориална болница. Сюзън, заедно с още четирима студенти – Джордж, Харви, Джефри и Пол – провежда обиколки в хирургичните стаи и интензивните отделения, като прави нотации след лечението на пациентите. Марк Белоус, който работи като хирург в болницата, е инструктор и ръководител на групата.
Книгата е пътуване във вътрешността на болницата. Докато студентите завършват тримесечната си хирургическа ротация, дилемите и проблемите, пред които е изправена една жена в така наречената „мъжка“ професия, също са подчертани.
Сюзан разбира, че двама пациенти, Нанси Грийнли и Шон Бърман, мистериозно изпадат в кома веднага след операциите си. Тези инциденти се дължат на усложнения, дължащи се на анестезия. Нанси Грийнли изпада в кома, когато мозъкът ѝ не получава достатъчно кислород по време на операцията. Подобен е и случая с Шон Берман, млад мъж на около 30 години в добро физическо състояние, претърпял операция на коляното. Въпреки успеха на операцията, Шон не успял да възвърне съзнанието си след това. Медицински, шансовете за такива събития са един на 100 000; въпреки това, броят им е значително по-висок в Бостънската болница.
Обезпокоена от случаите с двамата пациенти, Сюзан решава да проучи причините за тези особени събития и за други жертви попаднали в кома. Тя открива, че кислородната линия до операционна зала номер 8 е подправена, за да предизвика отравяне с въглероден окис на пациентите по време на операцията, което в крайна сметка води до мозъчна смърт. В същото време Сюзан развива кратка, но интимна връзка с Белоу и обсъжда с него своите заключения. След разгадаването на повечето улики и след като успява да избяга от мистериозен мъж, нает да я убие, Сюзън е отведена до института Джеферсън.
Институтът е съоръжение за интензивно лечение, предназначено да намали тежките медицински разходи. Пациентите, при които е настъпила мозъчна смърт се изпращат в института. Сюзан открива, че пациентите са провесени от тавана чрез метални въжета в стаи, със стъклени стени, като се местят от помещение в помещение.
„Пробите“ се поддържат живи и здрави, докато не се появи поръчка за даден орган. Избраният орган се отстранява хирургично (без съгласие) и след това се продава на черния пазар.
Хауърд Старк, началник на хирургическото отделение в Бостън Мемориал, е основния антагонист. След като Старк разбира за откритието на Сюзан той я упоява за да я постави в кома под претекст на апендектомия. Въпреки това, Белоус успява да прекъсне „кислородната“ линия по време на операцията, като по този начин предотвратява пълна доза с въглероден окис да отрови да нахлуе в операционната. Старк е арестуван, но съдбата на Сюзън остава под съмнение.

## Заден план
Първата книга на Кук не се продавала особено добре, затова той изучавал обичайните съставки на най-добрите писатели и чувствал, че за неизвестен автор като него мистериозните трилъри ще му донесат най-голям шанс за успех. Творчеството му е особено повлияно от „Челюсти“, „Седем дни през май“ и романите на Ерик Амблър. Първоначалният му издател не но Little Brown се съгласи да му даде аванс от $ 10 000.

## Критики
Включена е в литературната класация „Ню Йорк Таймс книга на годината“ (предшественикът на текущата "Ню Йорк Таймс „100 значими книги от година“). „Ню Йорк Таймс“ преглед на книгата също нарича Кома 1977 „трилър номер едно на годината“.

## Адаптации
Историята е адаптирана в успешния филм „Кома“ от Майкъл Крайтън през 1978 г.
Историята е представена отново в телевизионни минисериали, излъчени през септември 2012 по телевизионната мрежа на A&E. 